# 廖國文
廖國文（Liu Kwok Man，1978年7月1日—），生於香港，香港足球球證，是現時香港6位國際足協註冊球證之一。

## 經歷
廖國文生於香港，小時候曾參加商業機構舉辦的足球訓練班，無奈因一次拗柴斷腳，被父母下令遠離足球，痊瘉後打籃球又斷韌帶。不過廖國文在身兼球證的中學老師啟發下，24歲投考足總球證培訓班，28歲正式執法港甲賽事。

### 球證生涯
早年曾在「南傑大戰」面對曾效力曼聯的名將畢特，毫不猶豫向從後犯規的他出示紅牌。於2008年成為國際足協認可的國際裁判。
此後，他曾為2012年U19亞洲盃、2012年亞冠盃分組賽和八強賽執法。同時，他還為3場的2014年世界盃亞洲區外圍賽執法。
另外，他也是港甲的裁判，2013年2月2日南華對天水圍飛馬的賽事，他在完場前爭議性的給予前者十二碼，令南華最終以1–1賽和。
2015年1月30日，傑志早前就東方後衞基藍馬於月中的高級組銀牌決賽拉跌單刀的佐迪，卻未被球證廖國文判罰離場一事，向足總入信投訴，裁判小組進行裁決認為廖國文明顯犯錯，決定判罰他停吹兩個月。
2019年阿聯酋亞洲盃決賽週，廖國文有份參與執法，在A組泰國對印度一役擔任主裁判。

## 軼事
廖國文視意大利著名球證哥連拿為偶像，希望可以在世界盃決賽執法。

## 爭議
在廖國文在其Facebook表示，若有任何友人與反對逃犯條例修訂草案運動中的示威者站在同一陣線，必與其劃下清界線。其後，有9名香港足球總會裁判不具名聯署，表示廖國文不代表全部香港足球裁判之立場，獲網民讚許。